# 1. Fernostfront
Die 1. Fernostfront (russisch 1-й Дальневосточный фронт) war eine Formation der Roten Armee, die im August 1945 zusammen mit der Transbaikalfront und der 2. Fernostfront in der Mandschurei gegen das Kaiserreich Japan eingesetzt wurde.

## Geschichte
Die 1. Fernostfront wurde am 5. August 1945 auf Grundlage des Oberkommandos der sogenannten Primorsker Küstengruppe aufgestellt. Die Bildung erfolgte aufgrund von Zusagen in der Konferenz von Teheran und der Konferenz von Jalta, wo sich die Sowjetunion verpflichtete, drei Monate nach dem Sieg in Mitteleuropa in den Krieg gegen Japan einzutreten.
Der im Raum zwischen Chabarowsk und Wladiwostok aufmarschierenden Front waren folgende Großverbände unterstellt:
- 1. Rotbanner-Armee (Afanassi Pawlantjewitsch Beloborodow)
- 5. Armee (Iwan Andrejewitsch Krylow)
- 25. Armee (Iwan Michailowitsch Tschistjakow)
- 35. Armee (Nikanor Dmitrijewitsch Sachwatajew)
- 10. Mechanisiertes Korps
- 9. Luftarmee (Generalleutnant Iwan Michailowitsch Sokolow)

Ab 9. August 1945 griffen die Truppen der Front in der Operation Auguststurm von der Pazifikküste gegen die östliche Grenze von Mandschukuo an. Die 1. und die gleichzeitig vom Norden angreifende 2. Fernostfront sowie die Pazifikflotte blieben dabei dem Oberkommando der Sowjetischen Truppen im Fernen Osten unterstellt.

## Führung
Oberbefehlshaber
- Marschall der Sowjetunion Kirill Afanassjewitsch Merezkow (5. August – 1. Oktober 1945)

Mitglied des Militärrats
- Generaloberst Terenti Fomitsch Schtykow

Chef des Stabes
- Generalleutnant Alexei Nikolajewitsch Krutikow